# Marian Turski

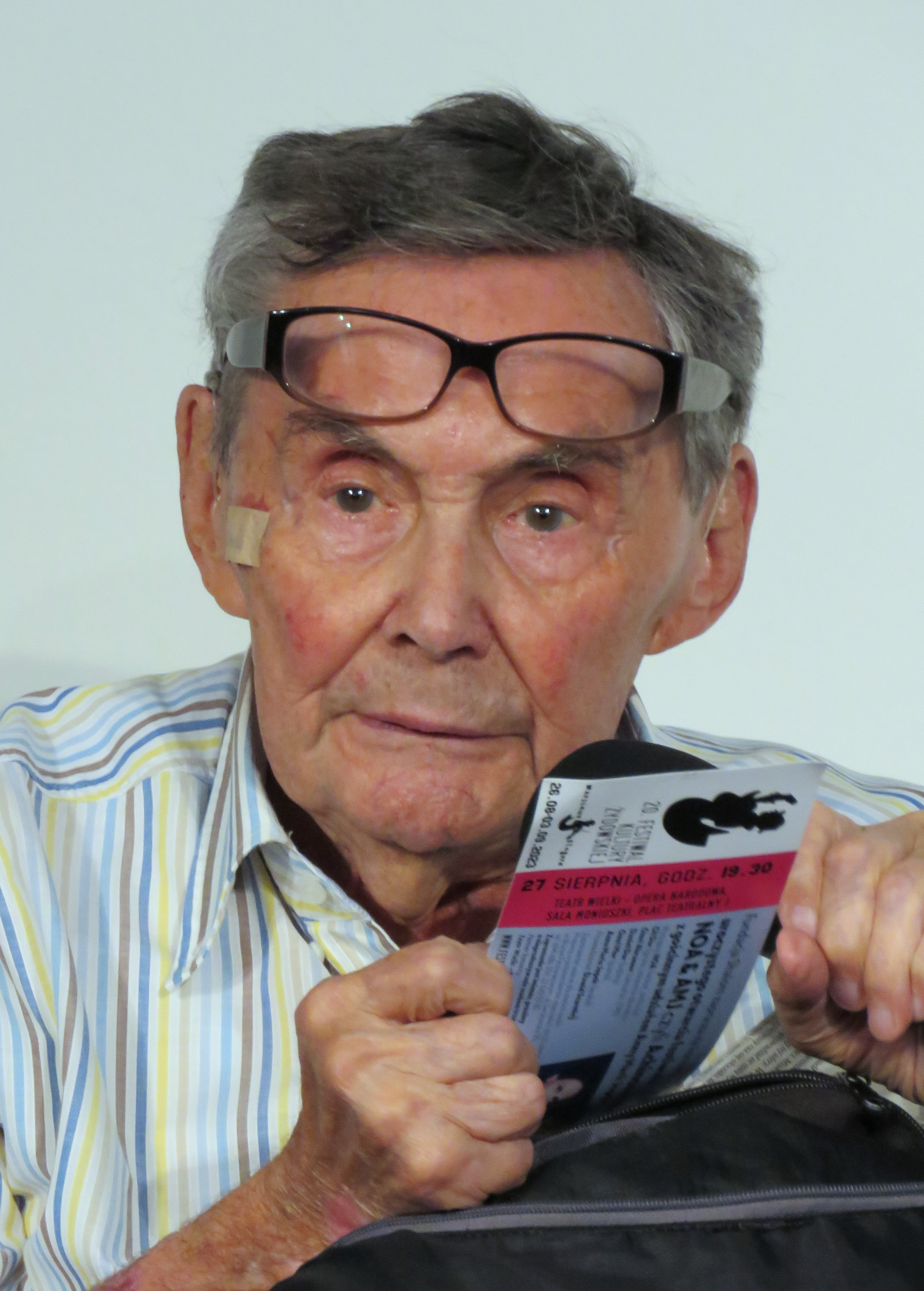
Marian Turski (2023)

Marian Turski (* 26. Juni 1926 als Mosze Turbowicz in Druskieniki; † 18. Februar 2025 in Warschau) war ein polnischer Journalist jüdischer Abstammung, Holocaustüberlebender und Vorsitzender des Jüdischen Historischen Instituts in Warschau sowie seit Mitte Juni 2021 Präsident des Internationalen Auschwitz Komitees als Nachfolger des verstorbenen Roman Kent.

## Leben
Im April 1940 wurde er mit seiner Familie ins Ghetto Litzmannstadt eingewiesen. Von dort aus wurde er im August 1944 ins KZ Auschwitz deportiert. Im Rahmen der Evakuierung des Lagers gelangte er im Januar 1945 mit einem der sogenannten Todesmärsche nach Loslau, von wo aus er zuerst ins KZ Buchenwald, dann nach Theresienstadt deportiert wurde, wo er am 8. Mai 1945 in einem Zustand totaler Entkräftung die Befreiung erlebte.
Nach dem Zweiten Weltkrieg ließ er sich in Warschau nieder. Seit 1945 war er in der Jugendorganisation der Polnischen Arbeiterpartei, später in der Presseabteilung der Polnischen Vereinigten Arbeiterpartei tätig. Seit 1958 war er Leiter der historischen Redaktion des Nachrichtenmagazins „Polityka“.
Im März 1965, während eines Aufenthalts in den USA im Rahmen eines Regierungsstipendiums, nahm er an Martin Luther King's Demonstrationen gegen die Rassentrennung im Süden des Landes teil, von Selma (Alabama) nach Montgomery.
Trotz seines hohen Alters war er weiterhin als Journalist tätig. Zuletzt war er Vorsitzender des Jüdischen Historischen Instituts in Warschau, Mitglied des Hauptvorstands des Vereins der Jüdischen Kombattanten und Opfer des Zweiten Weltkrieges, Mitglied des Internationalen Auschwitz-Rates und des Rates des Hauses der Wannseekonferenz. Seit 26. März 2009 war er Vorsitzender des Rates des Warschauer Museums der Geschichte der polnischen Juden und seit 2021 Präsident des Internationalen Auschwitz Komitees.
Am 27. Januar 2015 nahm er an einer Bundestags-Sondersitzung zum Tag des Gedenkens an die Opfer des Nationalsozialismus (70. Jahrestag der Befreiung des KZ Auschwitz) teil. Am 16. Februar 2015 wurde er mit der Gloria-Artis-Medaille für kulturelle Verdienste in Gold ausgezeichnet. Turski war mit Władysław Bartoszewski befreundet und hielt bei dessen Begräbnis am 4. Mai 2015 eine Rede.
Zum 90. Geburtstag am 26. Juni 2016 erhielt der weiterhin beruflich aktive Turski Glückwünsche von Angela Merkel, Joachim Gauck, Barack Obama und Schimon Peres. Am 27. Januar 2020 hielt er eine wichtige Rede anlässlich des 75. Jahrestages der Befreiung des Konzentrationslagers Auschwitz.
Im Juli 2020 richtete er in einem von der Frankfurter Allgemeinen Zeitung veröffentlichten, offenen Brief die Forderung an den Gründer von Facebook, alle Gruppen, Seiten und Posts der Holocaustleugner zu entfernen, als Teil der Kampagne #NoDenyingIt, die von prominenten Holocaustüberlebenden gestartet worden war.
Das Internationale Auschwitz Komitee schlug Marian Turski für den Friedensnobelpreis 2020 vor.
Turski starb am 18. Februar 2025 im Alter von 98 Jahren in Warschau.

## Auszeichnungen
- Komturkreuz mit Stern des Ordens Polonia Restituta (1997)
- Verdienstkreuz 1. Klasse des Verdienstordens der Bundesrepublik Deutschland (2007)
- Großes Verdienstkreuz des Verdienstordens der Bundesrepublik Deutschland (2013)
- Offizierskreuz der Ehrenlegion (2012)
- Gloria-Artis-Medaille für kulturelle Verdienste in Gold (2015)

## Werke (Auswahl)
- Byli wówczas dziećmi (Sie waren noch Kinder) Warszawa: "Książka i Wiedza", 1980.
- Czarny rok ... czarne lata ... (Schwarzes Jahr... Schwarze Jahre...), Warszawa: Stowarzyszenie Dzieci Holocaustu w Polsce, 1993, ISBN 83-86301-26-0.
- Mój najszczęśliwszy dzień (Mein glücklichster Tag), Oświęcim: Fundacja na Rzecz Międzynarodowego Domu Spotkań Młodzieży; Warszawa: Biuro Regionalne Fundacji im. Heinricha Bölla, 2011, ISBN 978-83-929532-9-6.
- Marian Turski, Rafał Wędrychowski: Mein glücklichster Tag: Fundacja na rzecz Międzynarodowego Domu Spotkań Młodzieży, Oświęcim 2011: ISBN 83-929532-9-0, ISBN 978-83-929532-9-6.
- Losy żydowskie : świadectwo żywych, (Jüdische Schicksale – Zeugnis der Lebenden): Warszawa: Stowarzyszenie Żydów Kombatantów i Poszkodowanych w II Wojnie Światowej, 1996, ISBN 83-902971-5-9.